# Eukiefferiella claviculata
Eukiefferiella claviculata är en tvåvingeart som först beskrevs av Edwards 1931.  Eukiefferiella claviculata ingår i släktet Eukiefferiella och familjen fjädermyggor. Inga underarter finns listade i Catalogue of Life.